# Курчатов (Казахстан)
Курча́тов (каз. Курчатов) — місто, адміністративний центр та єдиний населений пункт Курчатовської міської адміністрації Абайської області Казахстану.
Населення — 10411 осіб (2021; 10127 у 2009, 9305 у 1999).